# 전주실내체육관
전주실내체육관(Jeonju Indoor Gymnasium, 全州室內體育館)은 전북특별자치도 전주시 덕진구 덕진동1가에 있는 체육관이다. 한국프로농구 KCC 이지스의 홈경기장으로 쓰이기도 했으나, 2023년에 KCC가 부산광역시로 연고지를 이전한 이후 사용 중인 프로팀은 없다.
전북대학교 부지 내에 있다. 전주종합경기장과는 약간 2km 정도 떨어져 있다.

## 신축 이전
현재 전주실내체육관은 지어진 지 40년이 넘은 노후 시설로 안전등급 심사에서 C등급 판정을 받은 가운데, 체육관 신축이 꾸준히 제기되어 왔다. 그러나 전북대학교 부지 내에 있는 체육관의 특성상 국유지 위에 지어진 건물이고, 국유지를 무상으로 사용해 왔던 형태인지라 체육관 신축 및 리모델링에 난항을 겪어 왔다. 이에 불만을 표시한 KCC 이지스 구단은 부산광역시로 연고지를 이전했다.
향후 전주월드컵경기장 부근에 5,000석 규모로 신축할 예정이다.
1. ↑  박용주 (2019년 3월 22일). “전주실내체육관 신축 이전 ‘속도 낸다’”. 쿠키뉴스. 2019년 3월 22일에 확인함.